# Martin McGuinness
Pour les articles homonymes, voir McGuinness.
Martin McGuinness, né le 23 mai 1950 à Derry et mort le 21 mars 2017 dans la même ville, est un homme politique britannique d'Irlande du Nord, membre du Sinn Féin et chef d'état-major de l'IRA provisoire de 1979 à 1982.
Par la suite, il joue un rôle déterminant avec le Sinn Féin dans les négociations qui conduiront à l'accord de paix pour l'Irlande du Nord (accord du Vendredi saint de 1998). Il exerce la fonction de vice-Premier ministre nord-irlandais entre le 8 mai 2007 et le 9 janvier 2017, après avoir été ministre de l'Éducation entre 1999 et 2002.

## Biographie

### Un combattant de l'IRA provisoire
Fils d'un ouvrier de fonderie, Martin McGuinness est élevé dans le quartier catholique déshérité du Bogside à Derry. Dès 1968, à 18 ans, il rejoint le mouvement pour les Droits civiques, puis deux ans plus tard le parti Sinn Féin. En 1969, il rejoint l'Armée républicaine irlandaise (IRA), puis intègre rapidement l'IRA provisoire (PIRA), à la suite de la scission du mois de décembre. Au début de l'année 1972, âgé d'à peine 22 ans, il est promu commandant en second dans la zone de Derry et occupe cette fonction lorsque surviennent les événements du Bloody Sunday.
Tout au long de cette année, il négocie aux côtés de Gerry Adams avec Willie Whitelaw, secrétaire d'État pour l'Irlande du Nord, avant d'être condamné, un an plus tard, par le tribunal criminel spécial d'Irlande pour avoir été surpris dans une voiture contenant cent treize kilos d'explosif et environ cinq mille balles. Lors de son procès, il reconnaît très clairement appartenir à la PIRA, en déclarant devant les juges : « Nous avons combattu contre le meurtre de notre peuple [...] Je suis membre de Óglaigh na hÉireann, et très très fier de l'être ! ».
Il est emprisonné une première fois, pour une durée de six mois. La presse britannique le désigne alors comme le « plus dangereux ennemi de la Couronne ».

### Carrière politique

#### Ascension au sein du mouvement républicain
Tout en poursuivant son ascension au sein du mouvement républicain, dès 1972, il rencontre secrètement des membres du gouvernement britannique.
Après sa libération, puis une nouvelle condamnation en Irlande pour son appartenance à l'IRA provisoire, il prend la direction de l'état-major de l'organisation paramilitaire, entre 1979 et 1982, et entame son ascension dans l'appareil du Sinn Féin, l'aile politique de l'IRA. En contact indirect avec les services de renseignement britanniques pendant la grève de la faim de 1981, il est élu en 1982 membre de l'Assemblée nord-irlandaise pour la circonscription de Londonderry, obtenant la deuxième place derrière le catholique modéré (SDLP) John Hume. Comme l'ensemble des députés du Sinn Féin et du SDLP, il refusa de siéger.
Il se voit interdire, le 9 décembre 1982, par le secrétaire d'État à l'Intérieur britannique, Willie Whitelaw, d'entrer sur le territoire de Grande-Bretagne, tout comme Gerry Adams et Danny Morrison, en vertu de la loi sur la prévention du terrorisme.

#### Négociateur en chef et ministre de l'Éducation
Numéro deux du Sinn Féin, il œuvre aux côtés de Gerry Adams, et joue un rôle prépondérant pour arracher à l'IRA les cessez-le-feu de 1994 et 1997.
En 1996, il est élu membre du Forum nord-irlandais, et devient un an plus tard député de la circonscription de Mid Ulster à la Chambre des communes du Royaume-Uni, où il ne siégera jamais pour ne pas prêter allégeance à la reine et après avoir échoué par trois fois à conquérir la circonscription de Foyle. Peu après, il est désigné négociateur en chef du Sinn Féin aux pourparlers interpartisans qui conduisent à la signature, en 1998, de l'accord du Vendredi saint.
Élu à l'Assemblée nord-irlandaise lors des élections du 25 juin dans la circonscription de Foyle, Martin McGuinness est nommé le 1er juillet au poste de ministre de l'Éducation dans l'exécutif biconfessionnel de David Trimble et Seamus Mallon. Ses pouvoirs lui sont dévolus le 2 décembre 1999. L'une de ses décisions les plus controversées est de mettre fin au 11-plus exam, qui conditionnent l'entrée dans le secondaire et auxquels il avait lui-même échoué dans son enfance. Il est suspendu, de même que l'ensemble des institutions régionales, du 11 février au 30 mai 2000, puis réélu à Westminster aux élections de 2001. Le 14 octobre 2002, les institutions nord-irlandaises sont indéfiniment suspendues, ce qui ne l'empêche pas de se faire réélire député en 2005.

#### Accord de Saint-Andrews et vice-Premier ministre
Martin McGuinness est vu comme celui qui a convaincu l'IRA de démanteler son arsenal militaire.
Au bout de quatre ans d'interruption, la dévolution reprend en Irlande du Nord avec la signature, le 13 octobre 2006, de l'accord de Saint-Andrews, qui prévoit la tenue de nouvelles élections à l'Assemblée nord-irlandaise. Celles-ci ont lieu le 7 mars 2007 et donnent naissance à un exécutif de quatre partis, dominé par le Parti unioniste démocrate (DUP), de Ian Paisley, et le Sinn Féin. En sa qualité de représentant du principal parti « nationaliste », Martin McGuinness est désigné vice-Premier ministre d'Irlande du Nord le 8 mai suivant. À l'occasion d'une visite au président George W. Bush, en compagnie de Paisley, le 8 décembre, il déclare à la presse : « Jusqu'au 26 mars de cette année, Ian Paisley et moi n'avions jamais parlé de rien – pas même de la météo – et maintenant nous travaillons très étroitement depuis sept mois, sans qu'il n'y ait eu de paroles de colère. Cela montre que nous sommes dans une nouvelle ère ». Il demeure vice-Premier ministre durant la mandature de Peter Robinson à partir du 5 juin 2008, puis celle d'Arlène Foster à partir du 11 janvier 2016. 
En 2012, la poignée de main qu'il échange avec la reine du Royaume-Uni Élisabeth II est perçu comme le symbole de réconciliation entre les catholiques irlandais et le Royaume Uni.
Le 9 janvier 2017, en désaccord avec la Première ministre unioniste Arlene Foster, il démissionne du poste de vice-Premier ministre, entraînant une crise politique. Le 19 janvier, il annonce son retrait de la vie politique.

### Décès
Il meurt le 21 mars 2017 à Derry, à l'âge de 66 ans, d'une maladie génétique rare appelée l'amylose. Après l'annonce de son décès la Première ministre britannique Theresa May a rendu hommage à l'homme politique nord-irlandais, saluant son « rôle déterminant » dans la sortie du « mouvement républicain hors du sentier de la violence ».

## Vie privée
Marié avec Bernadette Caning depuis 1974, il est catholique, père de quatre enfants et fan du club de football gaélique de Derry.